# Estoppel
Estoppel är en amerikansk juridisk doktrin rörande tolkandet av kontrakt. Ordet kommer av franskans estoupail eller någon variation av det ordet, som i sig betyder ungefär "stoppkloss". Alternativt kan termen komma av det franska verbet estop, som betyder stoppa eller hindra. Termen avser en mekanism som begränsar eller hindrar en icke-balanserad situation. Exempelvis om en hyresvärd inofficiellt ger en rabatt på hyran på grund av ombyggnation så kan hyresvärden sen inte kräva in full hyra retroaktivt trots att hyreskontraktet anger hyran och kvitto avger en mindre summa.